# By Any Means Necessary (альбом Pastor Troy)
By Any Means Necessary — шостий студійний альбом американського репера Pastor Troy, виданий Universal Records 23 березня 2004 р. Це останній реліз, випущений на мейджор-лейблі у кар'єрі виконавця. Платівка посіла 7-му сходинку чарту Top R&B/Hip-Hop Albums та 30-те місце Billboard 200.
Виконавчі продюсери: Ел Трой, Pastor Troy, Роберт «Georgia Boy» Вотсон. Мастеринг: Кріс Атенс. Зведення: Джон Фрай. Помічник звукорежисера зі зведення: Вінс Александр. Звукорежисери: Ісмел «Nino» Рамос, Лаймеша Райт. Помічники звукорежисера: Карлос А. Чевере, Джон «Quest» Куенкас. Фотограф: Майкл Блеквелл. Графічний дизайн: Крістофер Корнменн.

## Список пісень
| #   | Назва                                         | Продюсер(и)            | Тривалість |
| --- | --------------------------------------------- | ---------------------- | ---------- |
| 1.  | «I'm Warning Ya» (Intro)                      | Carl «Cooly C.» Dorsey | 2:13       |
| 2.  | «Crank Me Up»                                 | Khalifani              | 3:30       |
| 3.  | «Ridin' Big»                                  | DJ Toomp               | 3:44       |
| 4.  | «Atlanta»                                     | Da Masta               | 3:13       |
| 5.  | «Representin'»                                | Oomp Camp              | 3:20       |
| 6.  | «About to Go Down»                            | DJ Toomp               | 3:45       |
| 7.  | «Off the Chain» (з участю Ms. Shyneka)        | Kook                   | 4:14       |
| 8.  | «Benz» (з участю DJ Mars)                     | Taj Mahal              | 3:20       |
| 9.  | «Lil Snap & Lil Killa» (Interlude)            | Limesha Wright         | 2:55       |
| 10. | «Boys to Men» (з участю Chip та 8Ball)        | Kook                   | 4:23       |
| 11. | «Crazy» (з участю Lil Will)                   | DJ Toomp               | 3:28       |
| 12. | «Nice Change» (з участю Lil Pete та Juvenile) | Oomp Camp              | 3:42       |
| 13. | «Fuck Them Niggaz»                            | Kook                   | 4:02       |